# Hiärneska malmgården

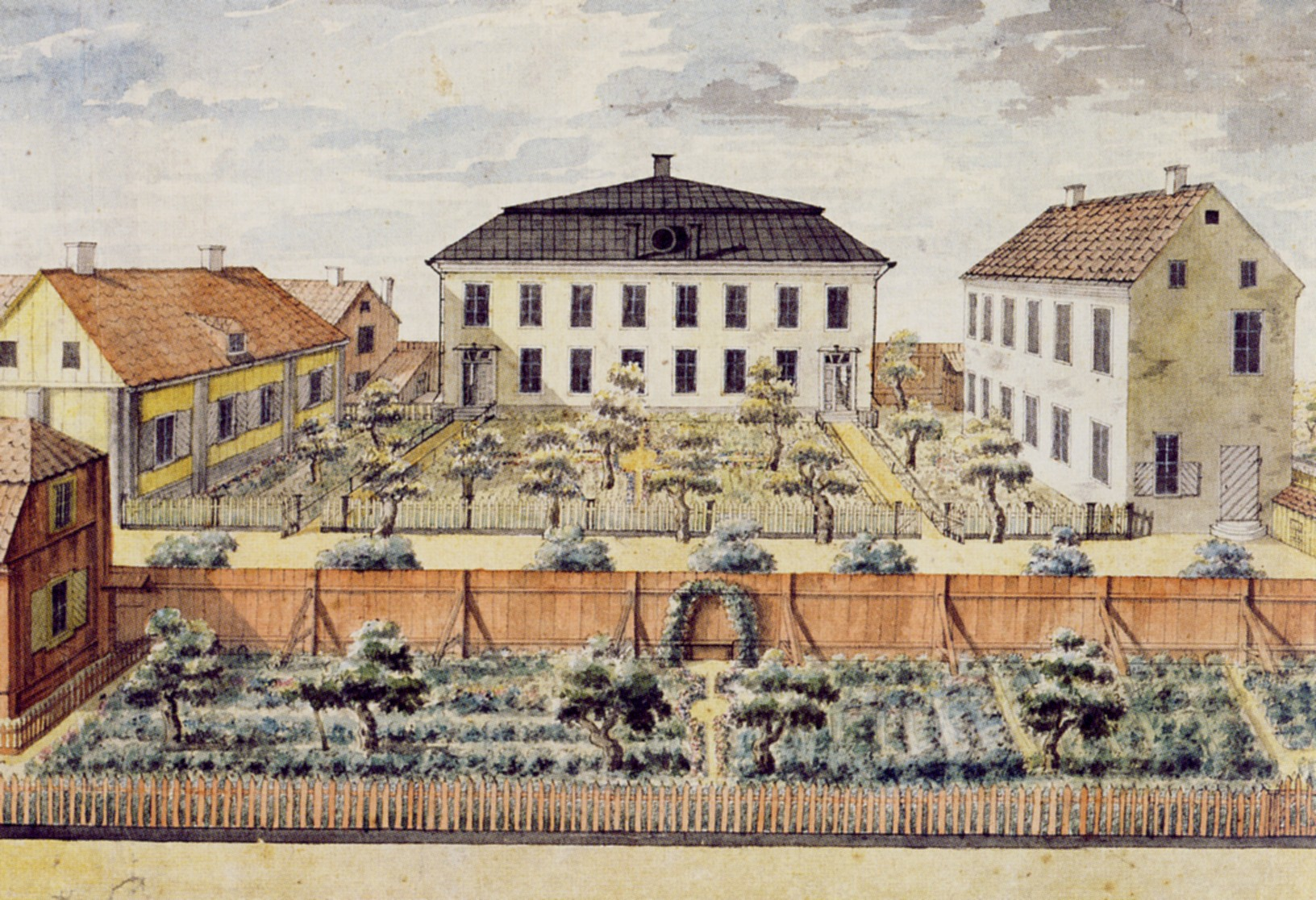
Hiärneska gården, fasader mot norr. Bönesalen ligger i mittenhuset medan den ursprungliga malmgården till höger vetter mot Kungsträdgårdsgatan
Målning av Pehr Emanuel Wallander från 1808

Hiärneska malmgården eller  Hiärneska gården var en malmgård på Norrmalm i Stockholm.
Gården existerade fram till 1880-talet vid nuvarande Kungsträdgårdsgatan 12 på platsen för nuvarande  Sankta Eugenia katolska församling. Då hade gårdens ägor i kvarteret Näckström (nuvarande Katthavet) krympt betydligt, som man kan se på Lundgrens karta från 1885. Den ursprungliga malmgården var en tvåvånings tegelbyggnad med sadeltak som vette mot Kungsträdgården. På gården fanns ursprungligen en liten parkanläggning. I nyttoträdgården odlades fruktträd och grönsaker. På motsatt sida trädgården fanns mindre trähus. På 1720-talet hyrdes det ut till väckelsepredikanten Erik Tolstadius, av de likaså "väckta" malmgårdsinnehavarna bergsrådet Erland Fredrik Hjärne och hans maka Christina Charlotta Rudbeck. Tollstadius samlade sina anhängare i en liten gudstjänstlokal inrättade ovanpå ett vagnshus på gården. Hit bjöds på 1740-talet en deputation från den tyska Herrnhutförsamlingen, vilken mottogs av det ärkebiskopen Mattias Steuchius. Förbindelsen med den tyska brödraförsamlingen växte allt starkare, och på 1760-talet upplät det Hjärnska paret den bostad Tollstadius tidigare innehaft åt en lärare från den tyska moderförsamlingen. Genom husfruns försorg restes 1783-1784 en ny predikolokal åt Evangeliska Brödraförsamlingen på platsen. Vid sin död 1804 testamenterade änkan fastigheten till församlingen, som därigenom blev förmögen. Emanuel Wallanders (1783-1858) målning från 1808 är en av de få bevarade samtida illustrationerna på en malmgård.
År 1885 sålde församlingen en del av det östra området till konditorn Heinrich Robert Berns för 150.000 kronor, som på platsen lät uppföra Berns salonger. Samma år påbörjade konstruktionen av den nuvarande gatubyggnaden, varvid malmgården revs, efter ritningar av Axel Kumlien och  Hjalmar Kumlien. Byggnaden stod färdig året därpå och var sammanbyggd med bönesalen på gården.